# Yann Girier-Dufournier
Yann Girier-Dufournier (ur. 26 sierpnia 1980) – martynikański piłkarz występujący na pozycji pomocnika. Zawodnik klubu RC Rivière-Pilote.

## Kariera klubowa
Girier-Dufournier karierę rozpoczął w zespole RC Rivière-Pilote. Trzykrotnie zdobył z nim mistrzostwo Martyniki (2008, 2010, 2012), a także dwukrotnie Puchar Martyniki (2011, 2013). W 2014 roku do US Diamantinoise, którego barwy reprezentował do 2021 roku. Następnie wrócił do RC Rivière-Pilote.

## Kariera reprezentacyjna
W reprezentacji Martyniki Girier-Dufournier zadebiutował w 2003 roku. W tym samym roku został powołany do kadry na Złoty Puchar CONCACAF. Zagrał na nim w meczu ze Stanami Zjednoczonymi (0:2), w którym otrzymał czerwoną kartkę. Tamten turniej Martynika zakończyła na fazie grupowej.